# Opłata reprograficzna
Opłata reprograficzna (ang. copyright levies, CL) – opłata uiszczana na rzecz podmiotów praw autorskich (np. autorów) w ramach godziwej rekompensaty za straty, które podmioty praw autorskich ponoszą z powodu kopiowania utworów na dozwolony użytek prywatny. Jest to rekompensata za legalne działanie uiszczana na rzecz prywatnych podmiotów (nie Skarbu Państwa), dlatego nie jest podatkiem.
W zależności od państwa opłatę uiszczają importerzy lub producenci urządzeń do kopiowania lub czystych nośników. Koszty faktycznie ponoszą konsumenci. W Polsce opłatę uiszczają importerzy oraz producenci urządzeń i czystych nośników, a także posiadacze urządzeń, którzy prowadzą działalność gospodarczą w zakresie zwielokrotniania utworów na dozwolony użytek prywatny innych osób.

## Opłata według danychWIPO
Po raz pierwszy opłaty reprograficzne zostały wprowadzone w Niemczech w 1966 roku. Wyłączne prawo do zezwalania lub zabraniania zwielokrotnienia utworów zostało w tym przypadku zastąpione prawem do godziwego wynagrodzenia.
W 2012 Światowa Organizacja Własności Intelektualnej (WIPO) przeprowadziła w 40 państwach ankietę w celu zbadania, na jakich zasadach pobierane były opłaty reprograficzne. Ustalono, że opłaty występowały w większości państw europejskich (wyjątkami były: Cypr, Irlandia, Luksemburg, Malta i Wielka Brytania). Opłaty nie były pobierane w żadnym z przebadanych państw azjatyckich.

## Prawo Unii Europejskiej
Podstawą do ustanawiania opłat reprograficznych przez państwa członkowskie Unii Europejskiej jest dyrektywa 2001/29/WE. Na jej podstawie podmioty praw autorskich mają wyłączne prawo do zezwalania lub zabraniania zwielokrotnienia utworów, ale państwa członkowskie UE mogą wprowadzić wyjątek lub ograniczenie wspomnianego prawa „w odniesieniu do zwielokrotniania na dowolnych nośnikach przez osoby fizyczne do prywatnego użytku i niehandlowych, pod warunkiem że podmioty praw autorskich otrzymają godziwą rekompensatę”.
Trybunał Sprawiedliwości Unii Europejskiej orzekł, że „osobą, która wyrządziła szkodę podmiotowi wyłącznie uprawnionemu do zwielokrotniania utworu, jest osoba, która sporządziła na swój użytek prywatny kopię chronionego utworu bez zwrócenia się o uprzednią zgodę do wspomnianego podmiotu. Z tego względu co do zasady na tej osobie ciąży obowiązek naprawienia szkody związanej ze zwielokrotnianiem, poprzez sfinansowanie rekompensaty, która zostanie uiszczona temu podmiotowi”.
Trybunał orzekł także, że państwa członkowskie mogą ustanowić przepisy, które do uiszczenia opłat zobowiązują te podmioty, które „dysponują sprzętem, urządzeniami i nośnikami zwielokrotniania cyfrowego i które z tego tytułu prawnie lub faktycznie udostępniają ten sprzęt osobom prywatnym lub świadczą tym osobom usługi zwielokrotniania”.

## Opłaty reprograficzne w Polsce

### Podstawa prawna pobierania opłat
W Polsce kwestię opłat reprograficznych regulują art. 20 i art. 201 ustawy o prawie autorskim i prawach pokrewnych oraz rozporządzenie ministra kultury z dnia 2 czerwca 2003. Pierwszy z wymienionych artykułów obejmuje producentów i importerów magnetofonów, magnetowidów, kserokopiarek, skanerów i innych podobnych urządzeń, a także czystych nośników. Drugi z kolei dotyczy posiadaczy urządzeń, którzy prowadzą działalność gospodarczą w zakresie zwielokrotniania utworów dla własnego użytku osobistego osób trzecich.
Prawo podmiotów praw autorskich do wynagrodzenia jest niezrzekalne, niezbywalne i niepodlegające egzekucji. Pośrednictwo organizacji zbiorowego zarządzania prawami autorskimi (tzw. OZZ) jest obowiązkowe. Opłata reprograficzna jest zobowiązaniem cywilnoprawnym.
Związek Importerów i Producentów Sprzętu Elektrycznego i Elektronicznego Branży RTV i IT w kwietniu 2014 zwracał uwagę na brak w polskiej ustawie o prawie autorskim definicji importera oraz brak definicji urządzenia reprograficznego. Ponadto Związek proponował jasne określenie podstawy naliczania opłaty reprograficznej od ceny netto urządzenia. Związek zaproponował też precyzyjny przepis, że opłata reprograficzna nakładana jest tylko na urządzenia osób fizycznych przeznaczone do prywatnego użytku. Opłata nie powinna być, według Związku, nakładana na sprzęt kupowany do innych celów i przez inne podmioty.

### Mechanizm pobierania opłat

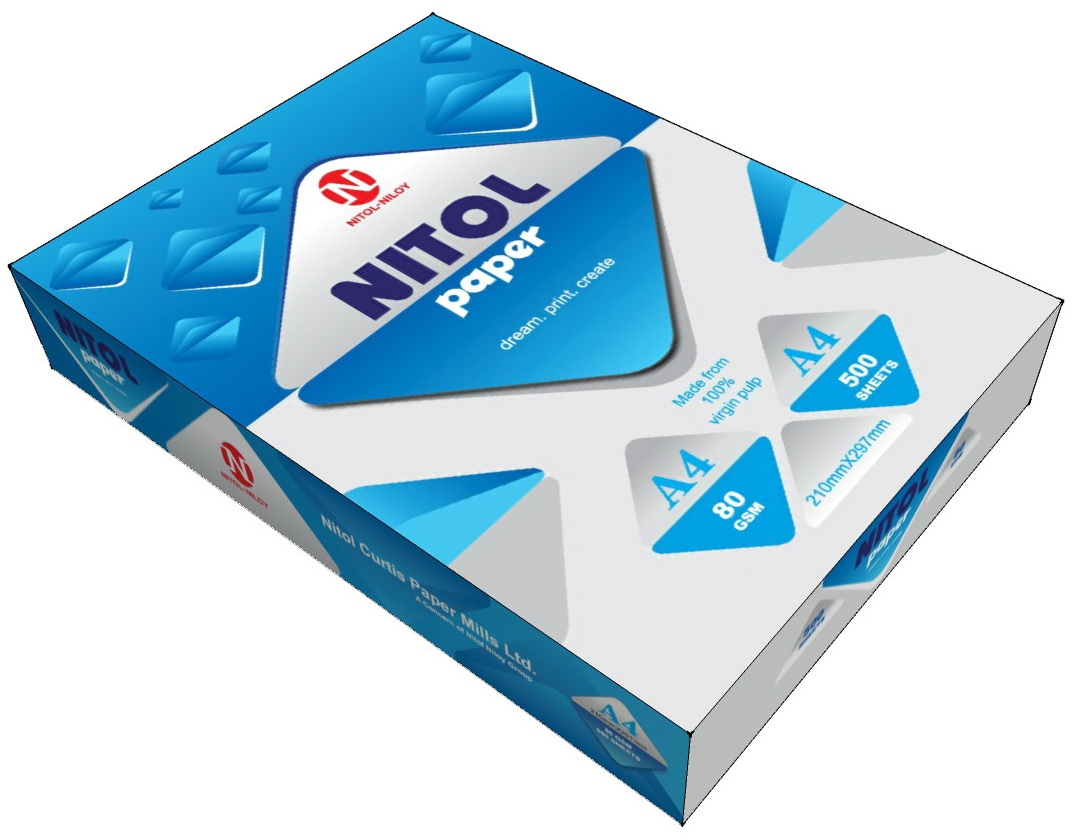
Papier formatu A4 obciążony jest opłatą reprograficzną

Kwoty z tytułu opłat reprograficznych uiszczane są przez producentów i importerów wymienionego wyżej sprzętu, a ponadto: drukarek, faksów i czystych nośników (kaset magnetofonowych, kaset VHS, płyt CD i DVD oraz papieru formatu A3 i A4) na rzecz OZZ uprawnionych do inkasa opłat (np. ZPAV, ZAiKS, inne). Organizacje zbiorowego zarządzania po potrąceniu kosztów inkasa opłat przekazują część otrzymanych kwot twórcom. Ciężar opłaty, która w efekcie zwiększa cenę urządzenia lub nośnika, obciąża końcowego nabywcę produktu. Maksymalna stawka opłaty wynosi 3 proc. ceny sprzedaży urządzenia lub nośnika.

## Krytyka
Importerzy w Polsce twierdzą, że opłata spowoduje wzrost cen nawet o 10%. W Polsce i na szczeblu unijnym trwają spory dotyczące zasadności pobierania opłat reprograficznych i sposobu ich regulacji. Nowe technologie wykraczają poza dozwolony użytek i tradycyjne sposoby używania utworów. Są to między innymi: dostęp do treści za pośrednictwem wielu urządzeń z opcją synchronizacji, udostępnianie usług innym osobom, przechowywanie utworów w chmurze zamiast na urządzeniach użytkowników. Nie jest jasne, w jakim zakresie takie działania mogą być objęte umowami licencyjnymi i w jakim zakresie mają być odpłatne.
Polska jest jednym z niewielu państw członkowskich UE, w których nie pobiera się opłaty reprograficznej od producentów m.in. tabletów, smartfonów i telewizorów Smart TV. W drugim kwartale 2020 roku minister kultury Piotr Gliński zapowiedział aktualizację opłaty od czystych nośników w ustawie o statusie artysty. Sprawa ta została poruszona przy okazji kampanii prezydenckiej przez prezydenta RP Andrzeja Dudę, który opowiedział się przeciwko aktualizacji. Walczący o reelekcję prezydent napisał na Twitterze, że jego zdaniem „obciążenie wszystkich smartfonów opłatą na rzecz ZAiKS byłoby niesprawiedliwe i konstytucyjnie wadliwe”.
Stowarzyszenie Autorów ZAiKS twierdzi, że brak aktualizacji listy czystych nośników jest wynikiem „skutecznego i agresywnego lobbingu producentów i importerów sprzętu elektronicznego”. ZAiKS argumentuje, że zaktualizowanie listy czystych nośników o smartfony, tablety i telewizory Smart TV nie wpłynie na ceny sprzętu elektronicznego, ponieważ rynek ten jest wysoce konkurencyjny, a taka opłata wprowadzona w innych krajach europejskich nie poskutkowała wzrostem cen elektroniki. Stowarzyszenie twierdzi ponadto, że nieaktualna lista urządzeń objętych opłatą skutkuje osłabieniem polskiej kultury i środowiska kreatywnego. Podaje także, że przychody polskich twórców z tytułu opłaty reprograficznej są kilka lub nawet kilkadziesiąt razy niższe niż przychody twórców w innych krajach UE.
Odmienne stanowisko zajmują między innymi przedstawiciele inicjatywy Stop ACTA 2. Ich zdaniem opłata reprograficzna jest podatkiem popieranym przez „grupy lobbingowe obracające prawami artystów”. Rozszerzenie jej na smartfony i podobny sprzęt „pogorszy sytuację wszystkich obywateli”.